# Serpis
El río Serpis o río de Alcoy es un río costero del sureste de la península ibérica que discurre por la provincia de Alicante y la provincia de Valencia, en la Comunidad Valenciana (España).
Dio su nombre a un periódico de la mañana publicado en Alcoy (Alicante) a finales del siglo XIX y a marcas de diferentes productos, como aceitunas o absenta.

## Curso

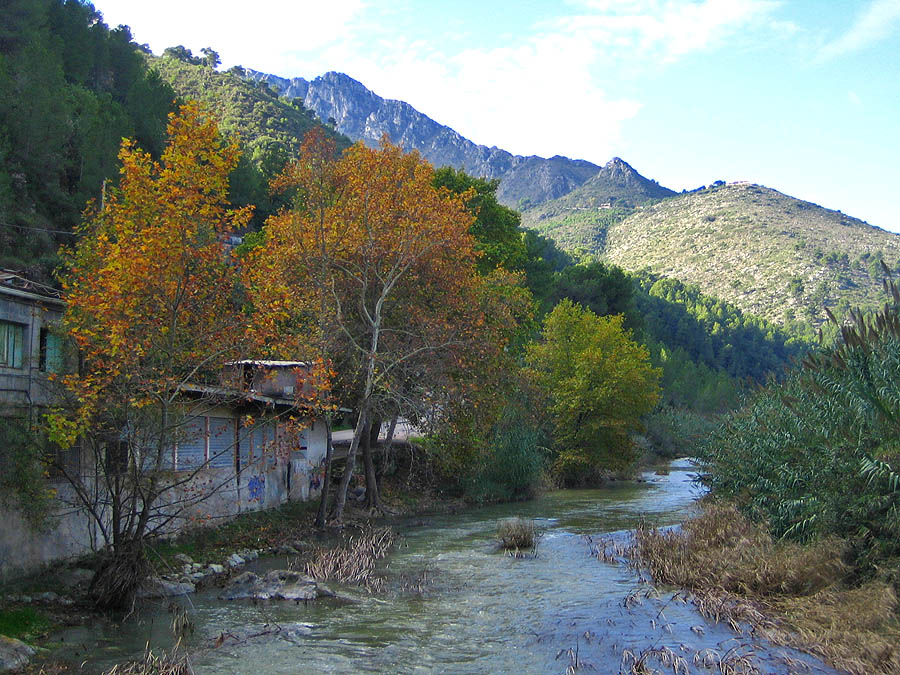
El río cerca de Villalonga, en las montañas

El río Serpis nace a los pies del Carrascal de la Fuente Roja, por la unión en el Valle de Polop, del barranco Polop y el barranco del Troncal. Sin embargo, en esta parte inicial el río no suele llevar agua salvo en época de lluvias. En las proximidades de Alcoy (Alicante), se le une, por su margen izquierda, el río Barchell, de corriente continua ya que recoge parte del acuífero de la sierra de Mariola. En este punto se le denomina Riquer y ya dentro de Alcoy (Alicante), al final de la cuesta de Algezares, recibe por su derecha al río Molinar, también de poco caudal, pero continuo, ya que mana de la conocida Fuente del Molinar. Desde aquí ya se denomina Serpis  (riu d'Alcoi en valenciano). Recibiendo luego por su margen derecha los aportes del barranco del Cinc y de la fuente del Chorrador.
El Serpis atraviesa luego Cocentaina (recibiendo por la derecha el río Frainos, también conocido popularmente como río de Penáguila), la Alquería de Aznar y Muro de Alcoy, a cuya salida recibe por la izquierda el aporte del río de Agres, crecido por la conocida fuente de Algares. En Gayanes da lugar al espacio natural de la albufera de Gayanes. Más tarde llega a Beniarrés, pasando por la localidad de Alcocer de Planes (Alicante) donde se amplia llegando a encontrarse con el único embalse de su cauce, el embalse de Beniarrés.
Aguas abajo del embalse recibe por la derecha los aportes del barranco de la Encantada. Posteriormente, el Serpis atraviesa los municipios de Lorcha (Alicante), entrando en un impresionante desfiladero del cual sale ya en la provincia de Valencia por los municipios de Villalonga, Potríes, Beniarjó, Almoines, Real de Gandía y desemboca finalmente en Gandía (Valencia), poco después de recibir a su principal afluente, el río Vernisa.
Aparece descrito en el primer volumen del Diccionario geográfico-estadístico-histórico de España y sus posesiones de Ultramar de Pascual Madoz con las siguientes palabras:

ALCOY: r. en la prov. de Alicante, part. jud. de su nombre; tiene origen en las vertientes que caen á la hoyada de Polop, llevando su curso de SO. á NE.; entra con pocas aguas en la canal contigua á Alcoy, recibiendo á muy corto trecho por la izq. la caudalosa fuente de Barchell, y poco mas abajo las que descienden por el barranco llamado del Cinc. Deja á la der. la c. de Alcoy, en cuya jurisd. cerca del puente de Benilloba se le incorpora el r. Molinar. Continua su curso siempre serpenteando en direccion del part. de Concentayna, dejando á la izq. la v. de este nombre, y se aumenta con las aguas del barranco de Sort y r. Agrés, que desaguan en él por el mismo lado. Sigue describiendo varias revueltas, y antes de salir del part. refluyen en él los r. Penaguila y Ceta, que ya mucho trecho antes mezclan sus corrientes. Penetra despues en el valle de Perpunchent, donde recoge las aguas de muchos barrancos, entre ellos el llamado de la Encantada, que es el mas caudaloso, el cual desciende de la baronía de Planes, sit. á la der. Rico ya con el tributo que le rindieran tantos riach. y barrancos, llega al centro del term. de Planes, y junto á Morja se introduce por las tortuosas gargantas que allí dejan los montes agrupados por mas de 2 leg., hasta que lamiendo las raices del de Azafor, llega á unirse con el r. Beruisa; cruza la huerta de Gandía, y va á perderse en el mar. Es furioso en sus avenidas; la que se verificó en 4 de octubre de 1779 fué tan grande, que llegó á haber 6 palmos de agua sobre el pretil del puente de Gandía; en estos casos causa daños de la mayor consideracion en las tierras y con sus mudanzas de cáuce.
(Madoz, 1845, p. 467)

## Régimen fluvial
Su régimen fluvial es mediterráneo con un máximo en enero y un mínimo en agosto. Tiene fuertes crecidas en otoño como consecuencia de lluvias torrenciales. En la crecida del 1 de octubre de 1986 llevó 770 m³/s en Beniarrés (Alicante). El 3 de noviembre de 1987 se desbordó en Gandía (Valencia) como consecuencia de unas lluvias de 720 mm en 24 h. El embalse de Beniarrés, de 30 hm³, sirve para regular sus aguas y permite el regadío en la huerta de la comarca de la Safor.

## Fauna
En el río Serpis se pueden encontrar los siguientes peces : barbo, trucha arcoíris, carpa, perca sol y samarugo (en reducidas poblaciones, la mayor población de samarugos está en el Barranco de la Encantada).